# The Good Witch's Gift
The Good Witch's Gift (Brasil: A Bruxa do Bem: A Magia do Amor ) estreou em 13 de novembro de 2010 e é o terceiro no Hallmark Channel da série de telefilmes "The Good Witch", o primeiro dos quais estreou no Hallmark Channel em 19 de janeiro de 2008.

## Sinopse
Cassie Nightingale tem resolvido confortavelmente em Middleton com uma boutique de sucesso e agora está noiva de chefe de polícia Russell. Mas com apenas duas semanas até o Natal, Jake está desesperado para encontrar o presente perfeito. Sem data marcada para o casamento, Jake quer dar Cassie uma família para o Natal deste ano e sugere que eles se casam na véspera de Natal. Mas as coisas nem sempre acontecem como planejado e Cassie deve usar um pouco de magia para dar a sua nova família um Natal especial.

## Elenco
- Catherine Bell como Cassandra Nightingale
- Chris Potter como Jake Russell
- Matthew Knight como Brandon Russell
- Hannah Endicott-Douglas como Lori Russell
- Catherine Disher como Martha
- Peter MacNeill como George
- Laura Bertram como Betty

## Produção
O filme foi originalmente para ser intitulado "The Good Witch's Wedding." O filme foi produzido pela Good Witch Weds Productions, Inc.

## Recepção
The Good Witch estreou em 19 de janeiro de 2008 com 3.8 HH ranking e cerca de 3.2 milhões de casas.